# Relations entre le Burkina Faso et l'Union européenne
Les relations entre le Burkina Faso et l’Union européenne reposent notamment sur la stratégie de lutte contre la pauvreté mise en place par le gouvernement burkinabè et soutenu par l'ensemble des États membres de l'Union européenne. L'aide des États membres de l'Union européenne représente la moitié de l’aide accordé au Burkina Faso pour la réalisation de ces objectifs.
L'action de l'Union dans la lutte contre la pauvreté au Burkina Faso repose sur le Fonds européen de développement qui repose sur trois éléments : l'amélioration des infrastructures de bases et des transports, soutenir la gouvernance politique au niveau national et local, et soutenir l'activité budgétaire et l’économie.

## Sources

## Compléments